# Jens Gunderssen
Jens Gunderssen, född 1912 i Drammen, död 1969 i Oslo, var en norsk skådespelare, teaterchef, vissångare och lyriker.

## Filmografi
- 1941 – Gullfjellet
- 1941 – Den forsvundne pølsemaker
- 1942 – Jeg drepte!
- 1945 – Det var en gång...
- 1949 – For frihed og ret
- 1971 – Rødblått paradis (sångröst)

## Diskografi
- 1975 – 12 viser av Jens Gunderssen – LP med Jorunn Pedersen, Geirr Lystrup och Jørn Simen Øverli utgiven på Plateselskapet Mai
- 2001 – Gamle og nye viser – CD med Jens Gunderssen och Karl-Henrik Gunderssen, utgiven av Bajkal Records och NRK

## Visböcker
- 1943 – Små viser om små ting
- 1945 – Hu Maja
- 1949 – Ballade! Jens Gunderssens visebok med melodier
- 1950 – Visens venner (tillsammans med Julius Hougen och Bjørn Mørck)
- 1962 – På trammen – Viser fra sund og skjær